# Goriatchinsk
Goriatchinsk — en russe : Горячинск — est un village bouriate situé dans le raïon Baïkalien affilié à la municipalité rurale de Tounka (ru).

## Histoire

### Origine
Le village s’est construit sur le site de la source ayant donné naissance aux « eaux minérales de Turkin » (Turkinskie Mineralnye Vody). C’est au cours de la seconde moitié du XVIIIe siècle que l’académie des sciences de Saint-Pétersbourg reçoit les premières informations au sujet des vertus médicinales prêtées à son jaillissement. En 1767, l’académicien Erich Laxmann séjourne dans ce lieu. En 1772, au cours d’une expédition de deux ans effectuée autour du lac Baïkal, l’académicien Johann Gottlieb Georgi inaugure la première description scientifique associée au nom de ce cours d’eau qui jouxte la rivière Tourka. Cette éminence scientifique procède alors aux analyses chimiques de sa composition minérale et en cautionne les vertus curatives.

### Projet
Les premiers jalons — initiant l’élaboration de la future station balnéaire — sont posés grâce l’appui du gouverneur d’Irkoutsk qui procède à une cession en 1775. Un bassin d’eau est alors construit suivi, quatre ans plus tard, par d’autres bâtiments. Les observations afférentes aux propriétés thérapeutiques de l’eau minérale de Turkin sont consignées en 1779 par un prénommé Grunt, médecin-chef du siège d’Irkoutsk. En 1848, le décembriste Piotr Alexandrovitch Moukhanov (ru) bénéficie d’un traitement médicinal basé sur les eaux minérales de Turkin.

### Idiome
Au cours de l’été 1925, V. A. Malakhovski supervise des études dialectologiques — tant à Goriatchinsk que dans les villages voisins — pour le compte du département est-sibérien affilié à la Société russe de géographie. L’équipe dédiée constate à cette occasion que les autochtones conversent essentiellement en dialecte russe moyen doté d’un certain nombre de spécificités idiomatiques propres au sud de la Russie. Le vocabulaire des habitants de Goriatchinsk est ainsi fortement influencé par les allées et venues de patients et résidents des datchas qui séjournent au centre balnéaire.

### Communications
En mars 1941, une liaison téléphonique permanente est établie avec Oulan-Oude.

### Activité
Pendant la Grande Guerre patriotique, le district de pêche de Goriatchinsk est l’un des principaux fournisseurs en poissons de Bouriatie. Dans les années 1940, il existe, à Goriatchinsk, une pisciculture nommée Staline.

## Situation

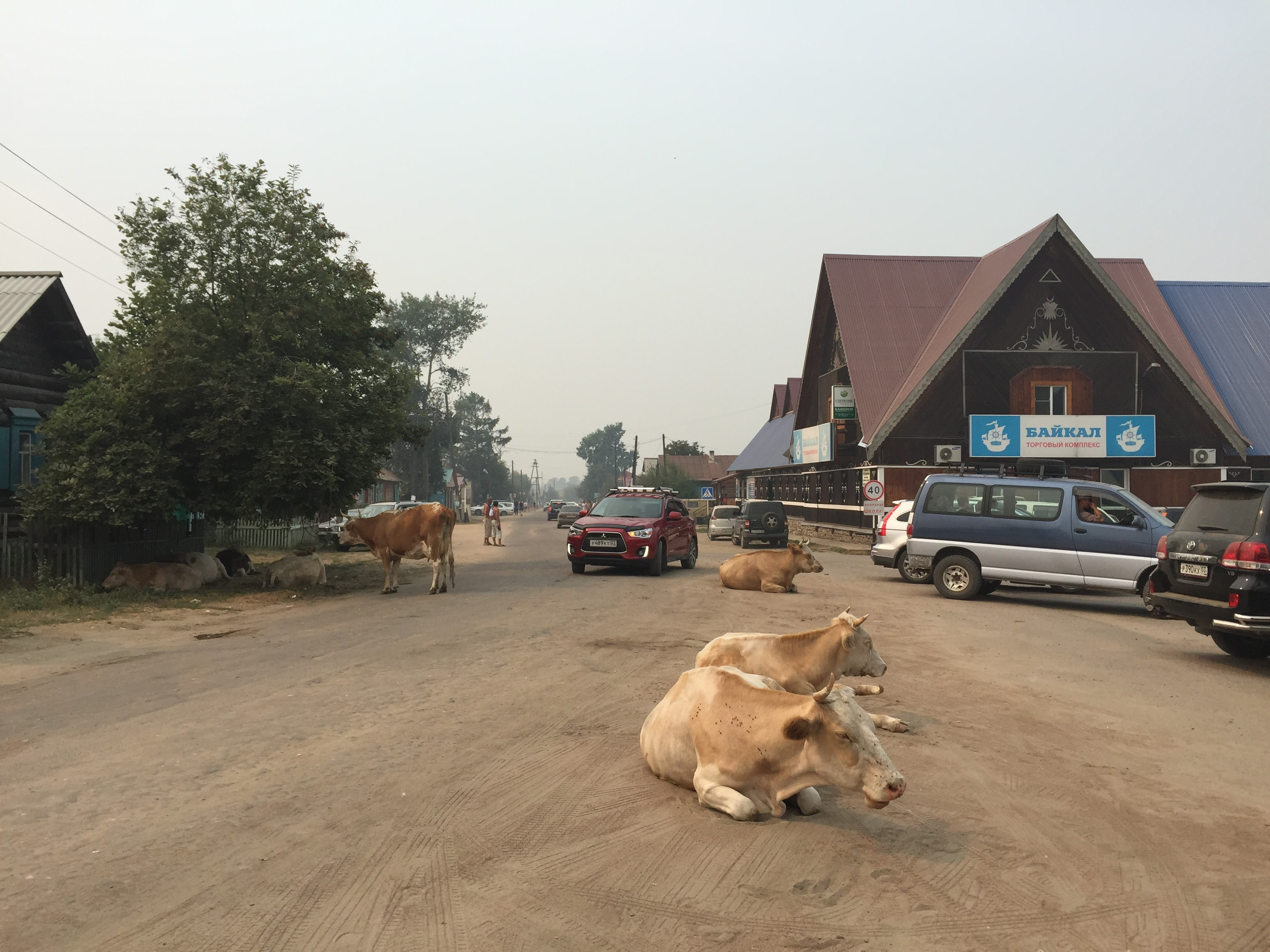
Entrée du village de Goriatchinsk : les vaches y déambulent paisiblement.

### Géographie
Une petite partie du village se trouve attenante au lac Baïkal, alors que l’essentiel de l’agglomération se situe à un kilomètre de la côte, sur le côté nord de la route de Bargouzine, à 175 km au nord-est d’Oulan-Oude et à 7 km du centre du village de Turka (ru).

### Climat
| Mois                                | jan.  | fév.  | mars  | avril | mai   | juin | jui. | août | sep. | oct. | nov.  | déc.  | année |
| ----------------------------------- | ----- | ----- | ----- | ----- | ----- | ---- | ---- | ---- | ---- | ---- | ----- | ----- | ----- |
| Température minimale moyenne (°C)   | −22,7 | −22,9 | −16,9 | −6,9  | −0,8  | 5    | 9,8  | 9,4  | 3,5  | −3   | −10   | −15,4 | −6,1  |
| Température moyenne (°C)            | −18   | −17,5 | −10,5 | −1,3  | 5,2   | 11   | 15   | 14,4 | 8,3  | 1,3  | −6,1  | −11,7 | −1    |
| Température maximale moyenne (°C)   | −13,4 | −12,1 | −4,9  | 3,9   | 11,2  | 16,9 | 20,1 | 19,3 | 13,3 | 5,8  | −2,6  | −8,4  | 3,9   |
| Record de froid (°C)                | −38   | −42   | −37,8 | −24   | −11,1 | −4   | −2,2 | −2,2 | −7   | −19  | −27,8 | −37,2 | −42   |
| Record de chaleur (°C)              | 3,2   | −6,5  | 19,5  | 20    | 28,3  | 30,7 | 33,6 | 32,5 | 26,3 | 20   | 12,1  | 6     | 336   |
| Ensoleillement (h)                  | 44    | 97    | 182   | 223   | 222   | 264  | 234  | 171  | 129  | 90   | 48    | 23    | 1 727 |
| Précipitations (mm)                 | 20,5  | 10,7  | 14,1  | 22,5  | 23,8  | 41,4 | 77,8 | 69,2 | 40,3 | 24,6 | 35,8  | 48,8  | 429,5 |
| Nombre de jours avec précipitations | 8,5   | 5,2   | 3,8   | 5     | 5,4   | 6,9  | 7,6  | 7,5  | 7,3  | 7    | 10,8  | 13,9  | 89    |

| Diagramme climatique                                  |                |               |             |              |           |             |             |             |           |             |               |
| J                                                     | F              | M             | A           | M            | J         | J           | A           | S           | O         | N           | D             |
| −13,4−22,720,5                                        | −12,1−22,910,7 | −4,9−16,914,1 | 3,9−6,922,5 | 11,2−0,823,8 | 16,9541,4 | 20,19,877,8 | 19,39,469,2 | 13,33,540,3 | 5,8−324,6 | −2,6−1035,8 | −8,4−15,448,8 |
| Moyennes : • Temp. maxi et mini °C • Précipitation mm |                |               |             |              |           |             |             |             |           |             |               |

### Accès
Une partie du trajet s’effectue en bus : environ 2 à 4 heures de parcours depuis l’aéroport d’Oulan-Oude.
Il existe également une gare ferroviaire à Tataourovo (ru), autre village bouriate situé à une distance de 130 km de Goriatchinsk.

### Thermalisme

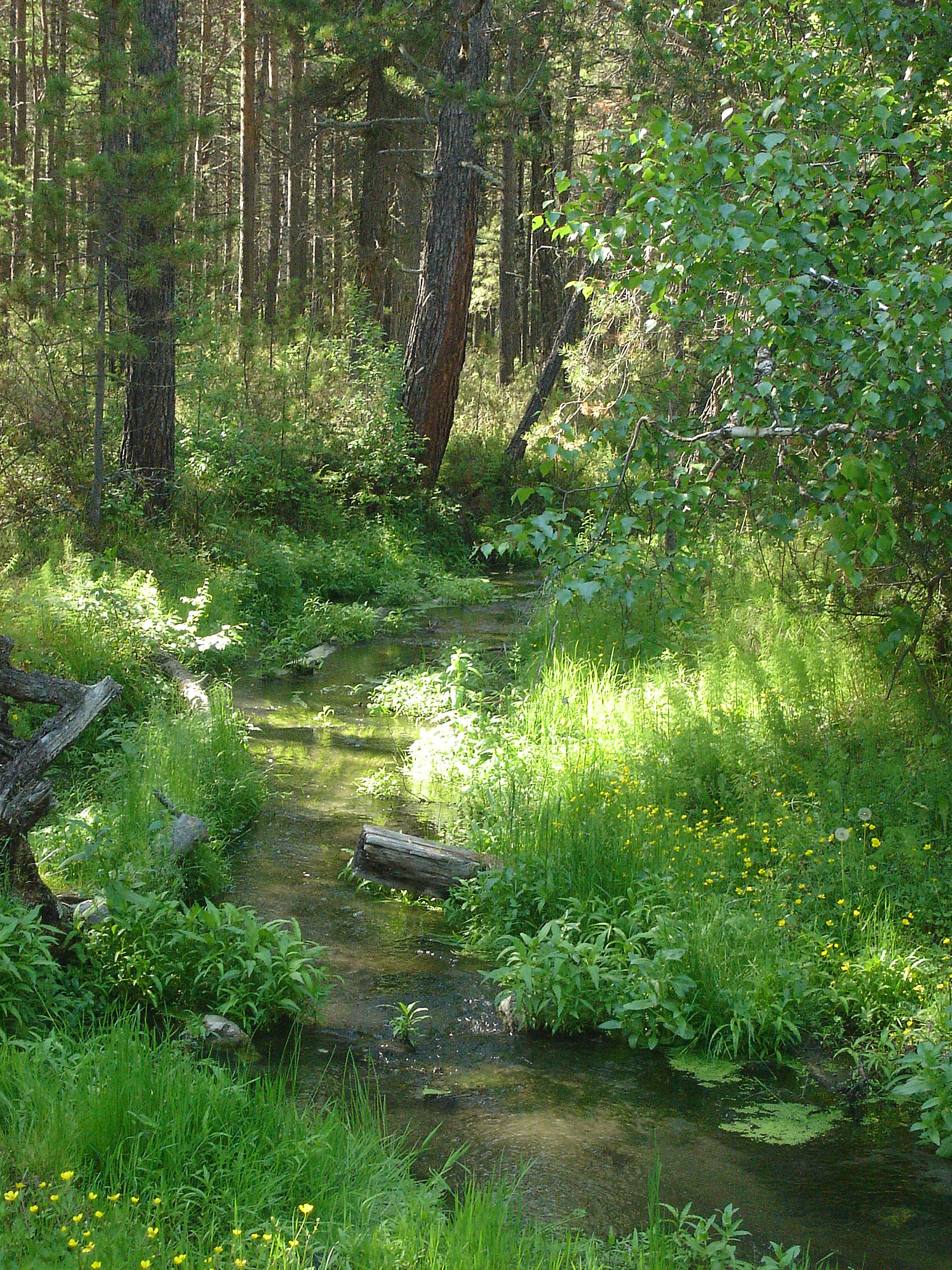
Le ruisseau Goriatchem.

La commune doit son nom aux eaux thermales chaudes émanant du ruisseau Goriatchem qui puise sa source à la périphérie nord du village, là où fut implantée la première station balnéaire du même nom sur les rives du lac Baïkal. Des plages de sable fin, une baie pittoresque, un air marin naturellement ozonisé associé aux sources thermales — ainsi qu’un microclimat particulier légèrement plus chaud en hiver et frais en été qui s’est naturellement formé à proximité du village — font de cet endroit un lieu de villégiature privilégié idéalement adapté aux loisirs et aux soins thérapeutiques.

### Centre de soins

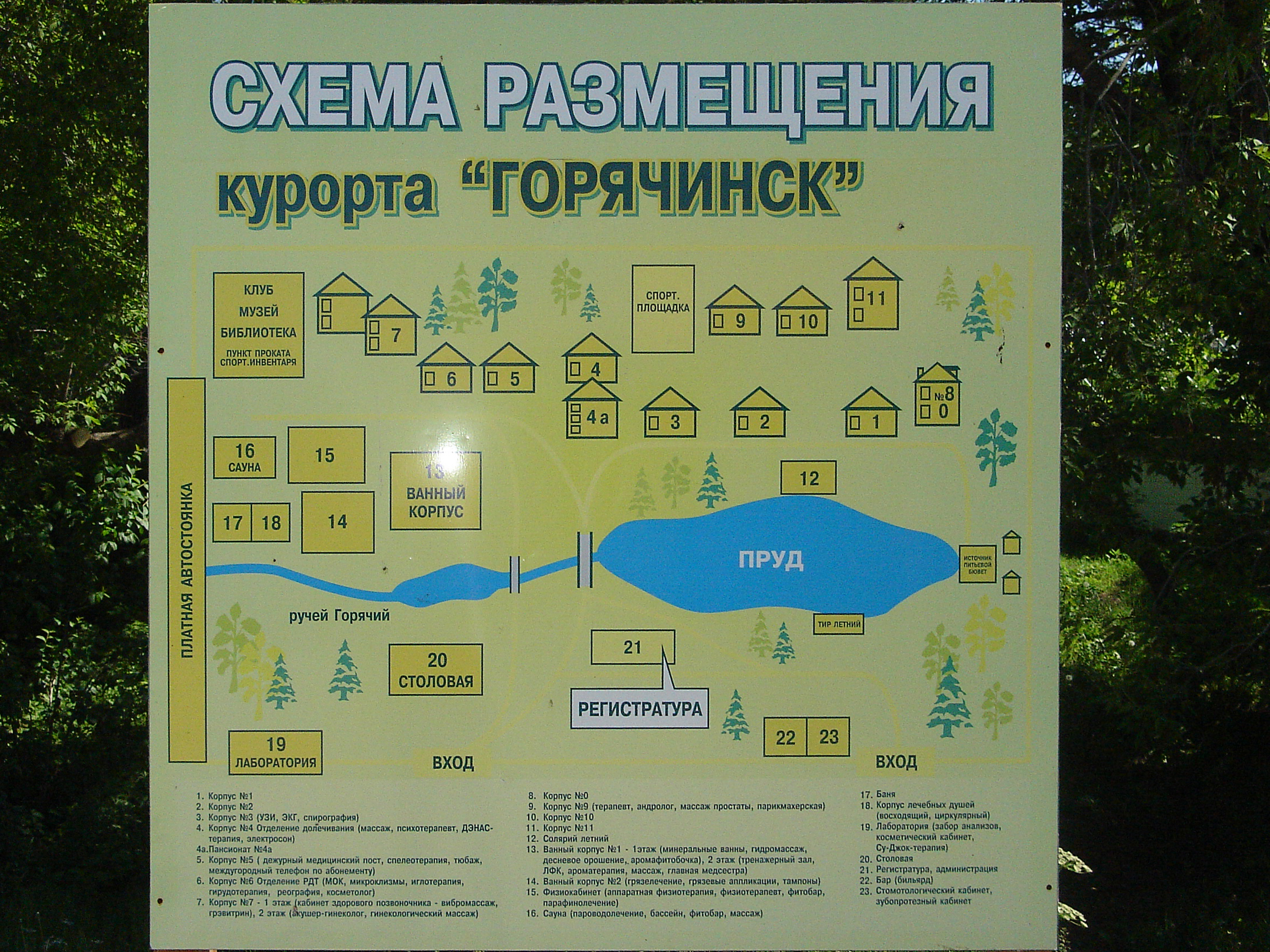
Répartition structurelle des aires d’habitation prévalant au cœur du sanatorium de Goriatchinsk.

En 1810, dix familles de prisonniers politiques exilés s’installent dans la région de Goriatchinsk. En 1811, grâce aux efforts du gouverneur Treskin conjugés à l’aide charitable prodiguée par un commerçant du nom de Kuznetsov de Tobolsk, le bâtiment principal, destiné aux visiteurs, est aménagé de telle façon à ce qu’il puisse comporter six pièces à vivre. Depuis lors, le spa est affilié au système de santé publique prévalant en Russie. Le sanatorium de Goriatchinsk a acquis une certaine réputation à l’international depuis l’ouverture complémentaire, en 1995, d’un centre spécialisé en jeûne thérapeutique. Son application — prolongée — s’effectue ici sous strict encadrement médical, sous l’égide professionnelle d’une équipe hautement aguerrie dans l’application de cette approche thérapeutique alternative basée sur les enseignements du Dr Youri Sergueïevitch Nikolaïev,. En effet, l’ex-Union des républiques socialistes soviétiques (URSS) s’est bâtie une solide expérience au regard de ce domaine spécifique. Elle en a scruté, analysé et décrypté les paramètres en détail et sous toutes les coutures pendant près d’un demi-siècle. Les nombreuses études comparatives et recherches qui en ont résulté sont archivées dans les bibliothèques de l’académie d’État de médecine de Saint-Pétersbourg (ru) via de volumineux opuscules consignés en langue originale et malheureusement non encore traduits à ce jour,. 

### Démographie
En 1940, au moment de la création du district de Pribaïkalsky — qui inclut notamment Goriatchinsk ainsi que le village de Katkovo —, l’on répertorie 125 ménages et 818 habitants. Outre le village et la station balnéaire, il existe également une pisciculture nommée Staline.
| 2002 | 2008 | 2010 |
| ---- | ---- | ---- |
| 983  | 951  | 967  |

### Climat
Goriatchinsk possède un climat continental. La proximité du Baïkal extend la durée du printemps et de l’automne. L’hiver y est plus doux et l’été plus frais par rapport à d’autres endroits plus éloignés du lac.
| Mois                     | jan.  | fév.  | mars | avril | mai | juin | jui. | août | sep. | oct. | nov.  | déc. |
| ------------------------ | ----- | ----- | ---- | ----- | --- | ---- | ---- | ---- | ---- | ---- | ----- | ---- |
| Température moyenne (°C) | −17,2 | −16,9 | −9,7 | −1,1  | 5,8 | 10,7 | 14,7 | 14,6 | 8,6  | 2    | −10,4 | −0,2 |

### Galerie

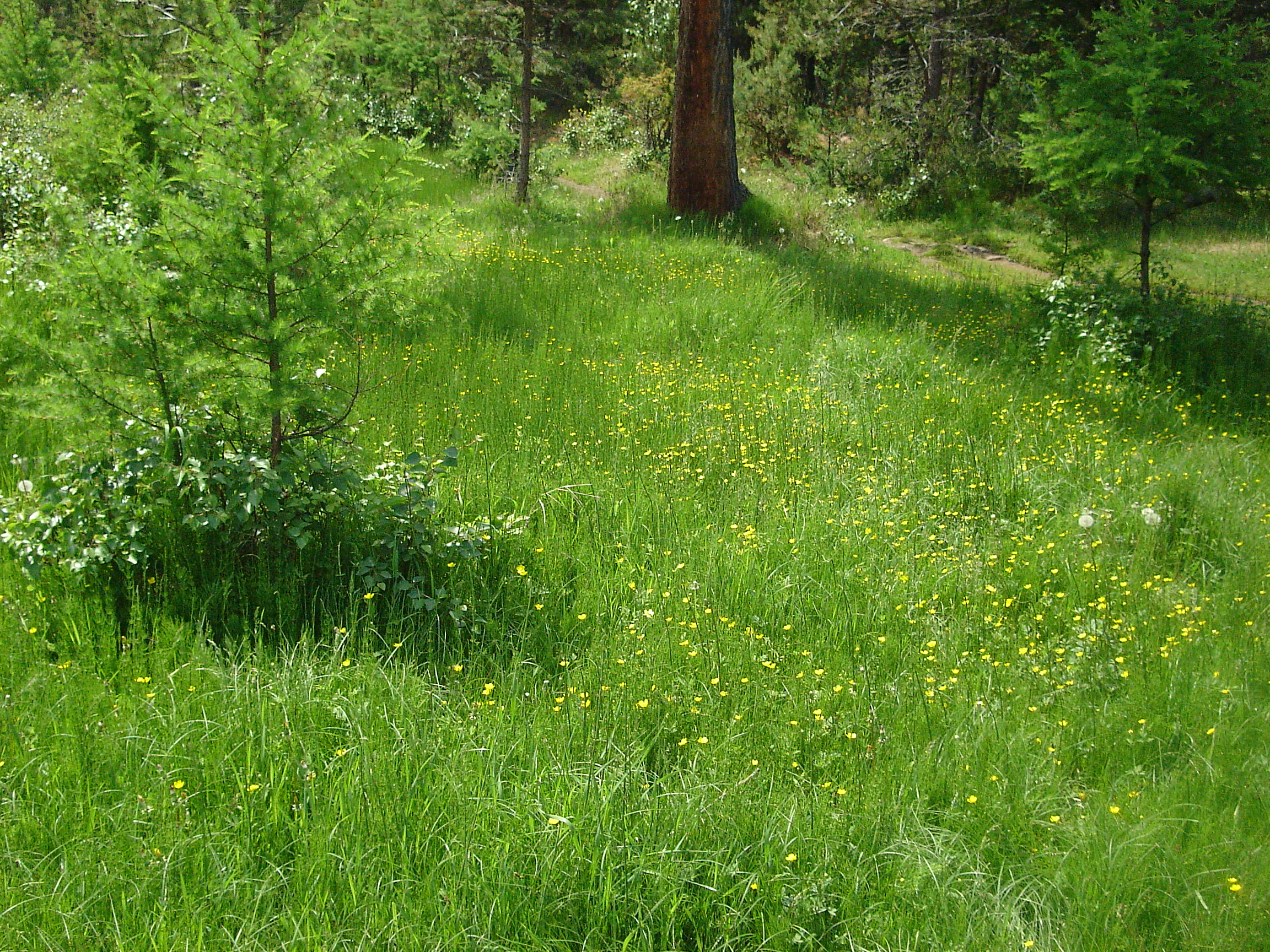
Clairière
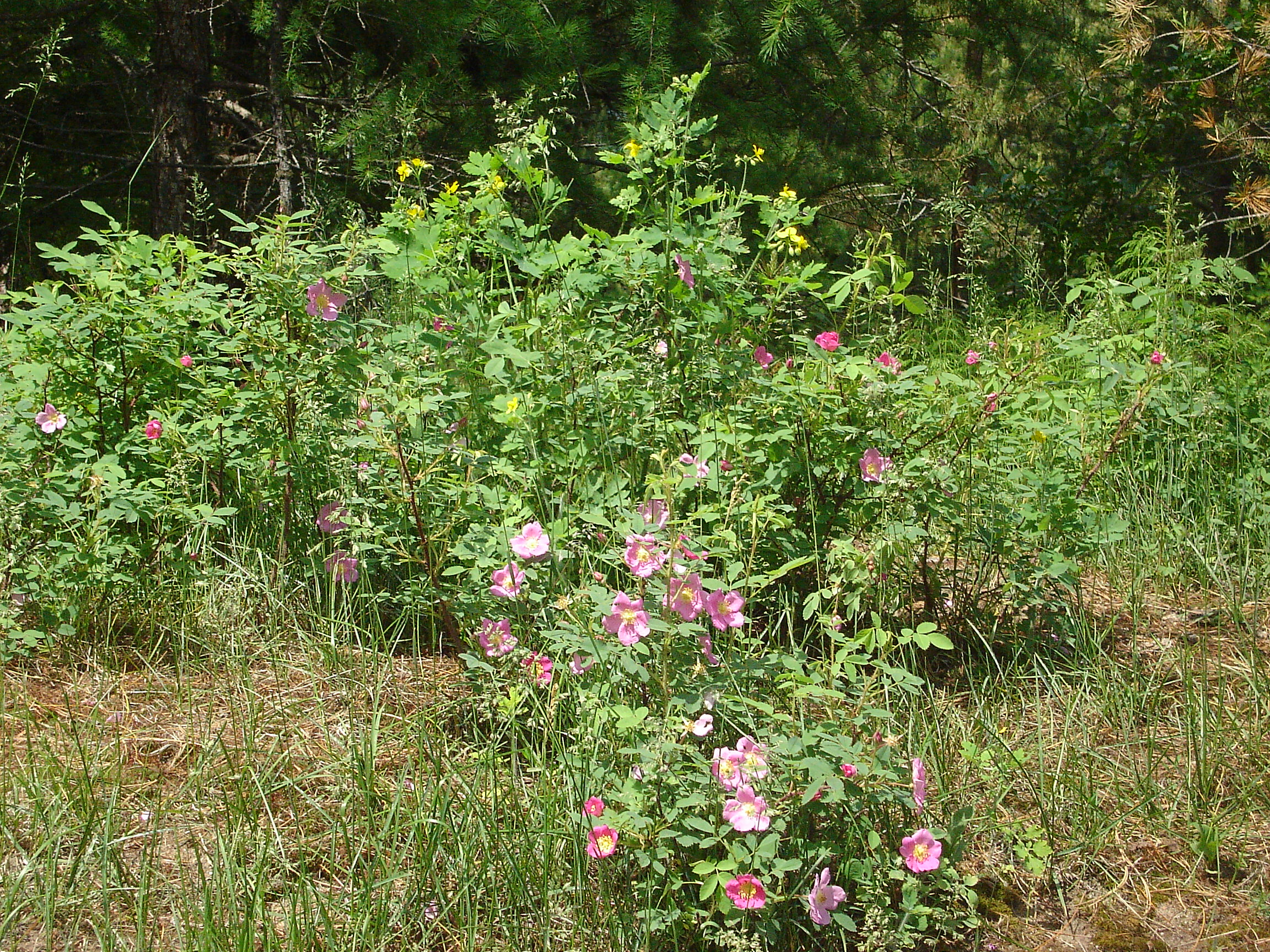
Buisson d’églantiers
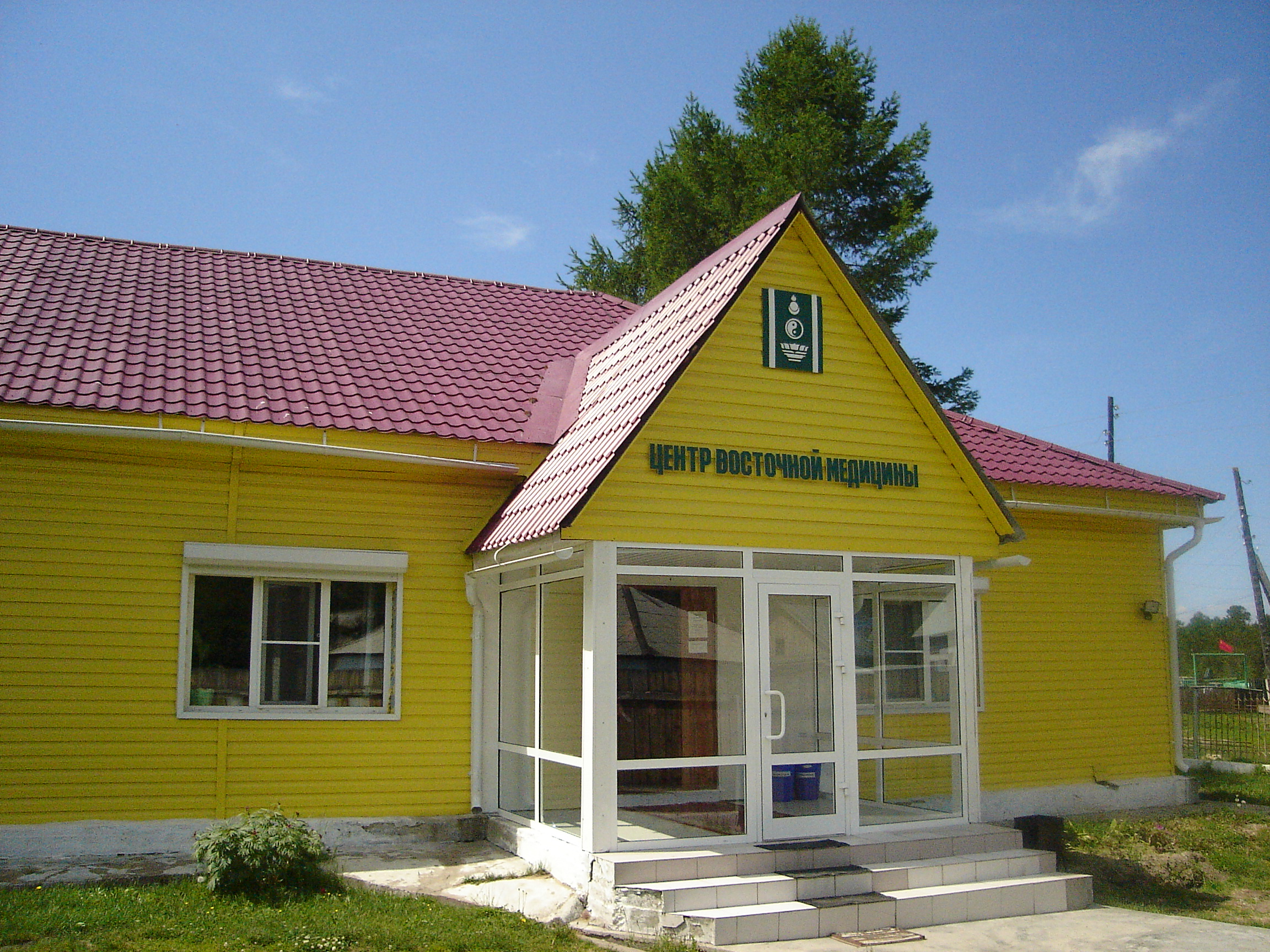
Centre de médecine orientale
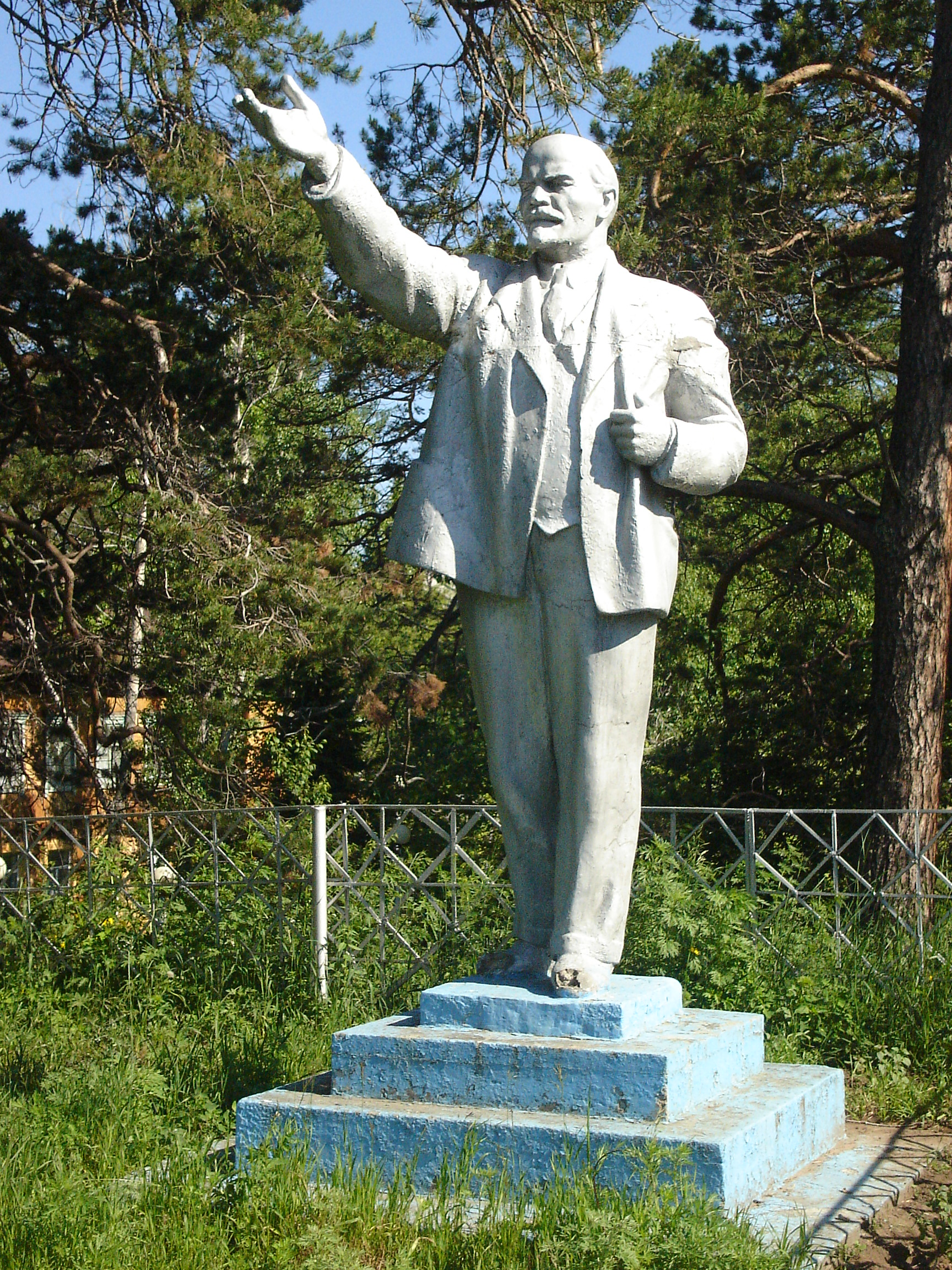
Monument dédié à Vladimir Lénine
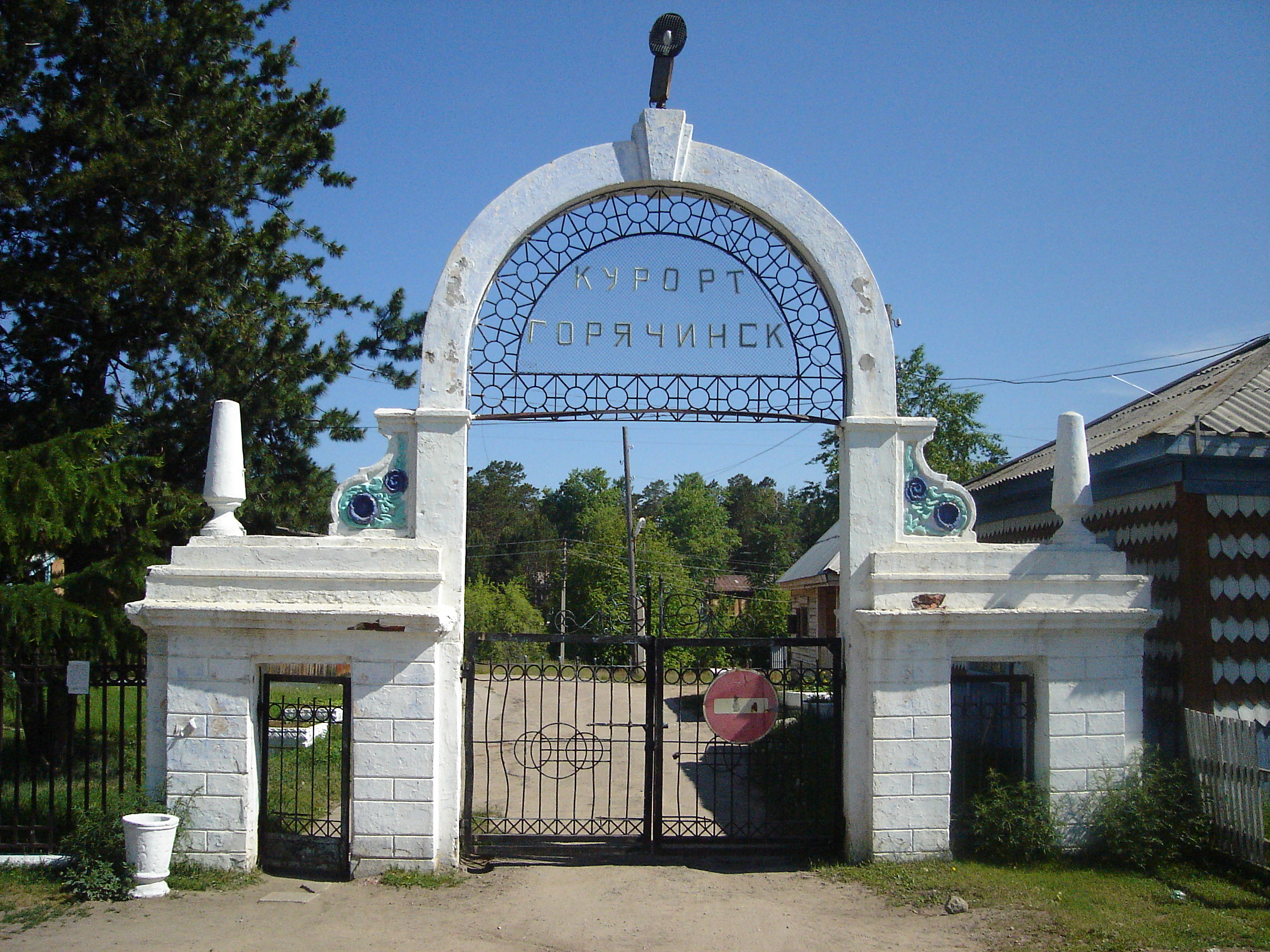
Ancien portail affilié au centre de villégiature
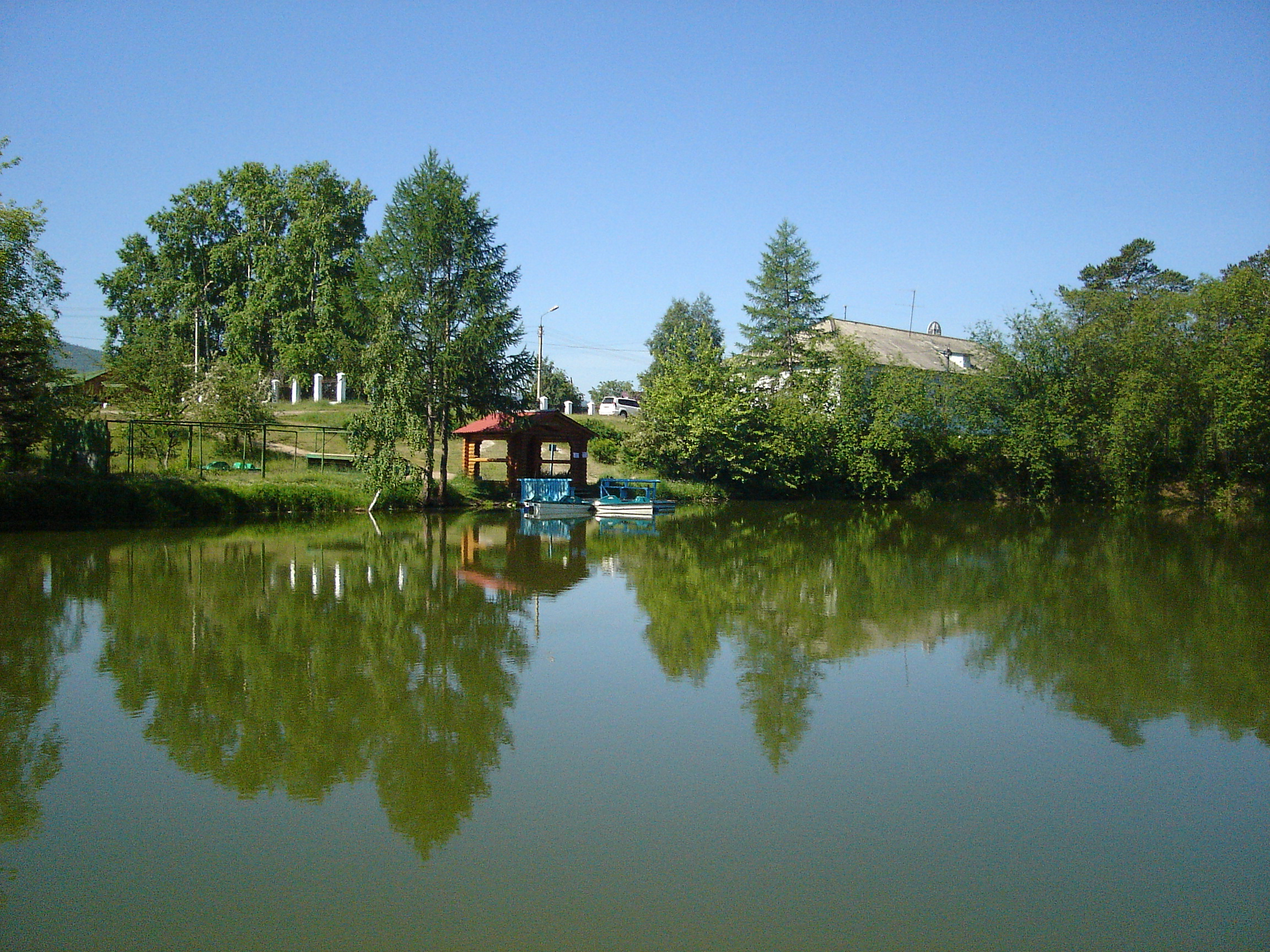
Étang d’eau thermale naturellement chaude
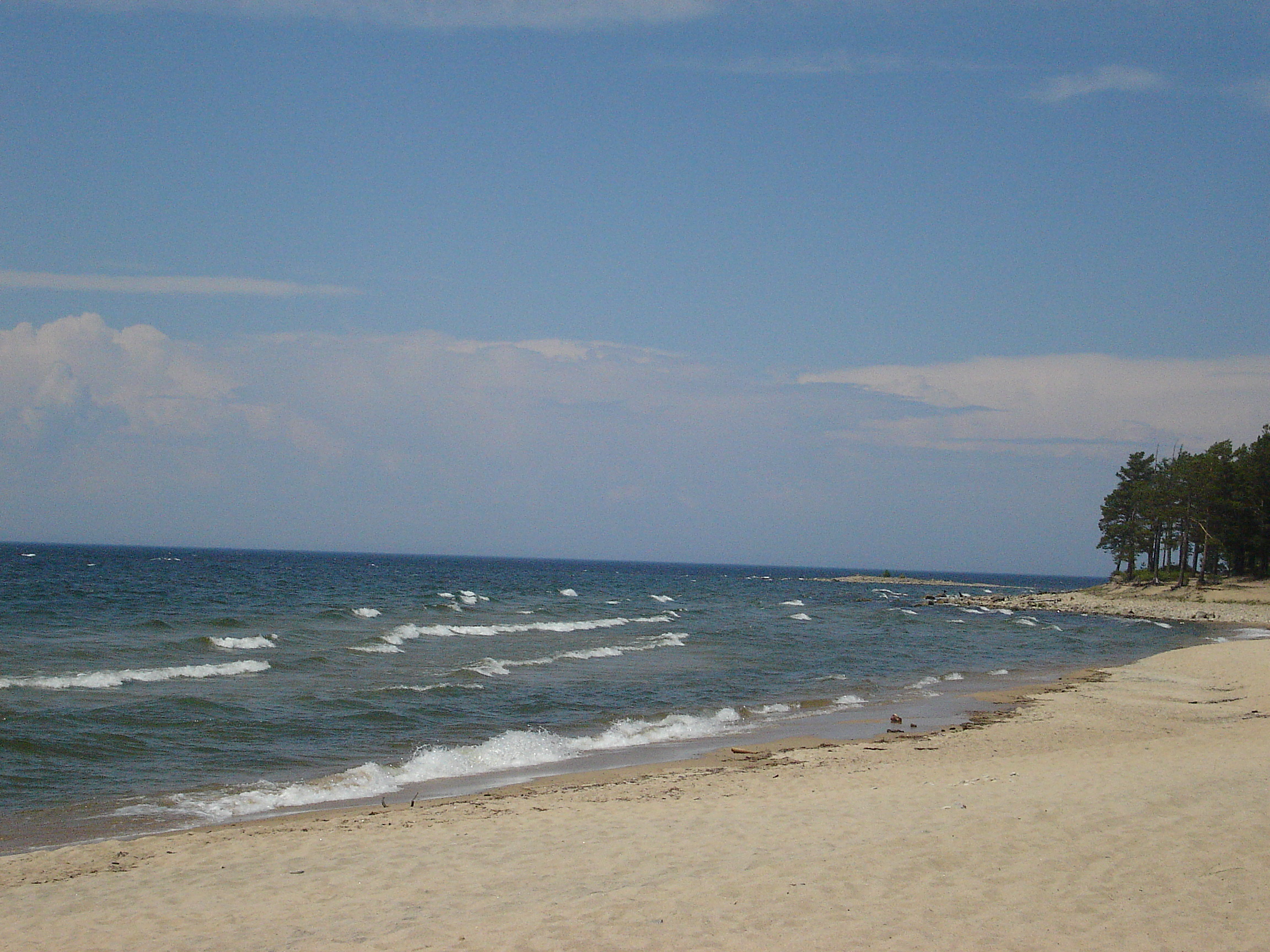
Plage sablonneuse sur les rives du lac Baïkal
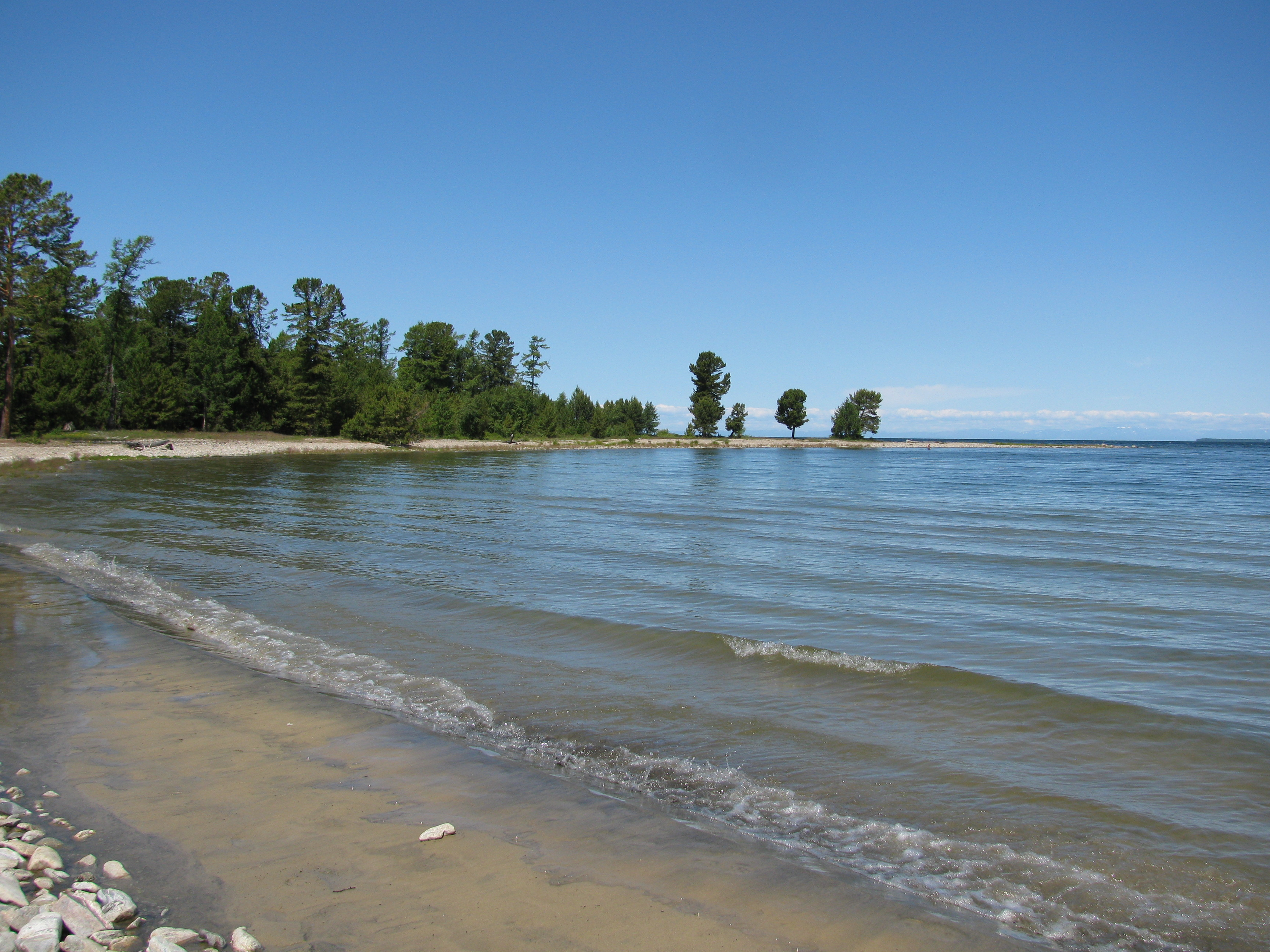
Frissonnement des vagues sur le lac Baïkal
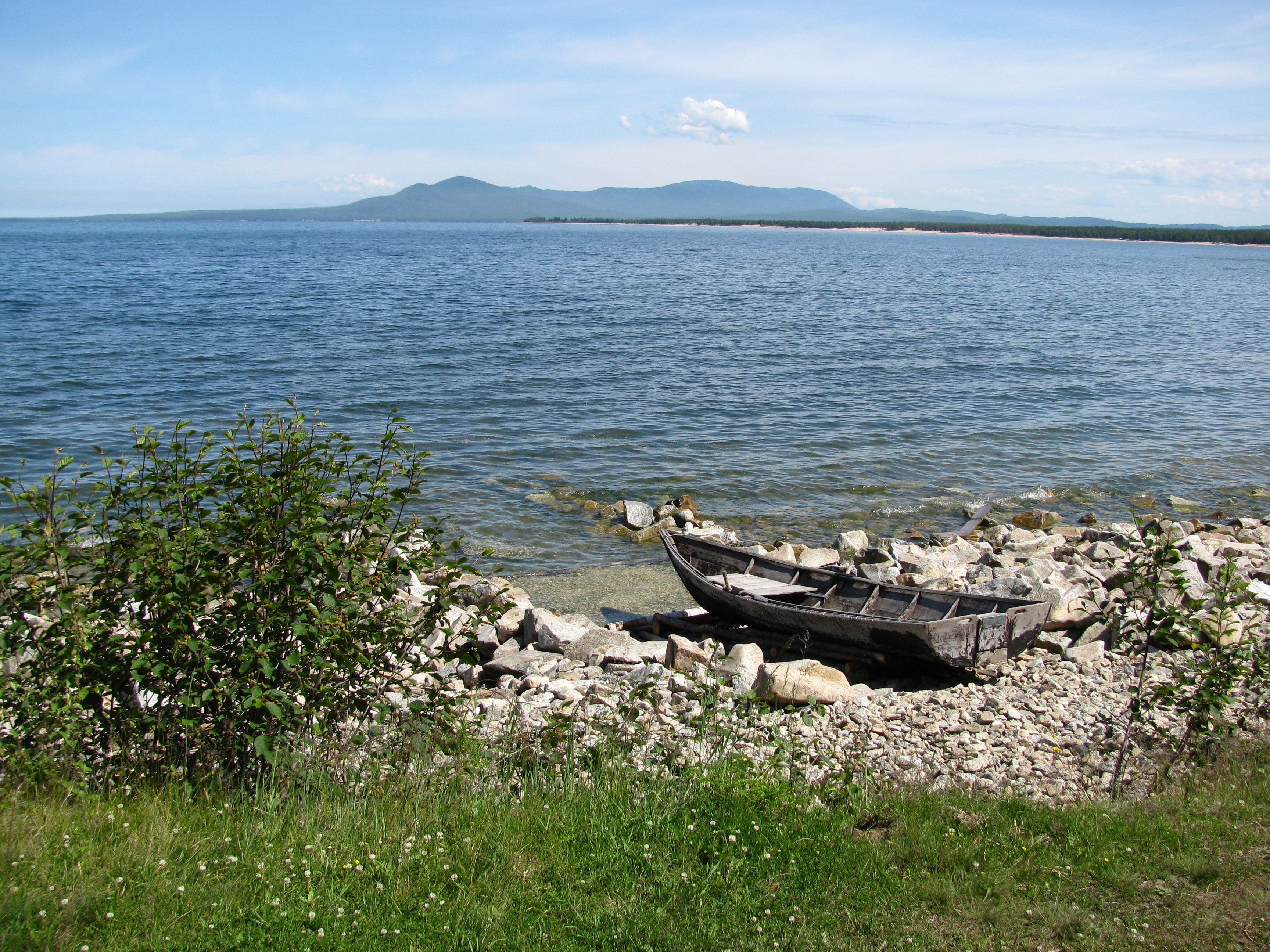
Plage de galets
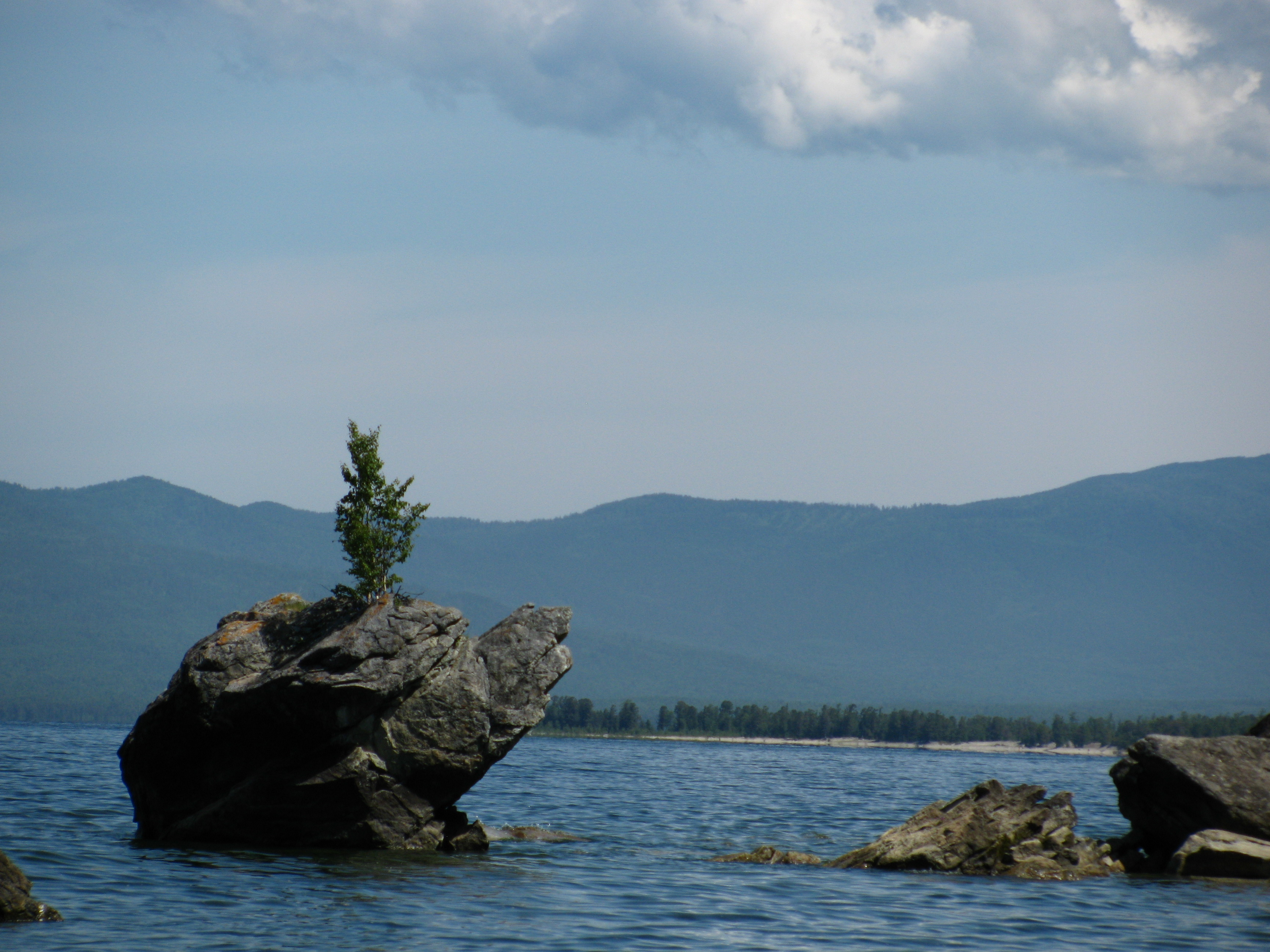
« Rocher de la tortue »
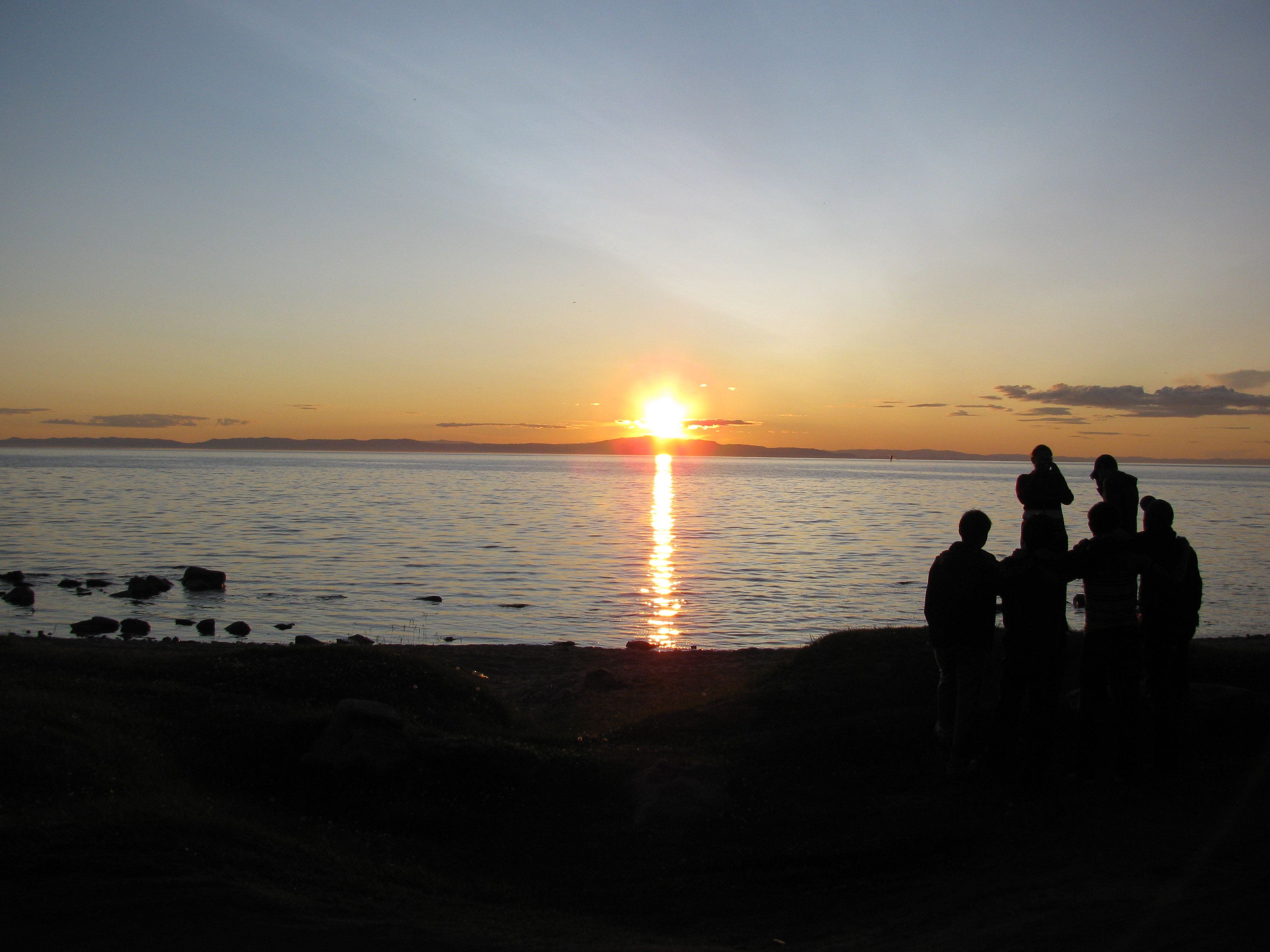
Coucher de soleil sur les rives du lac Baïkal
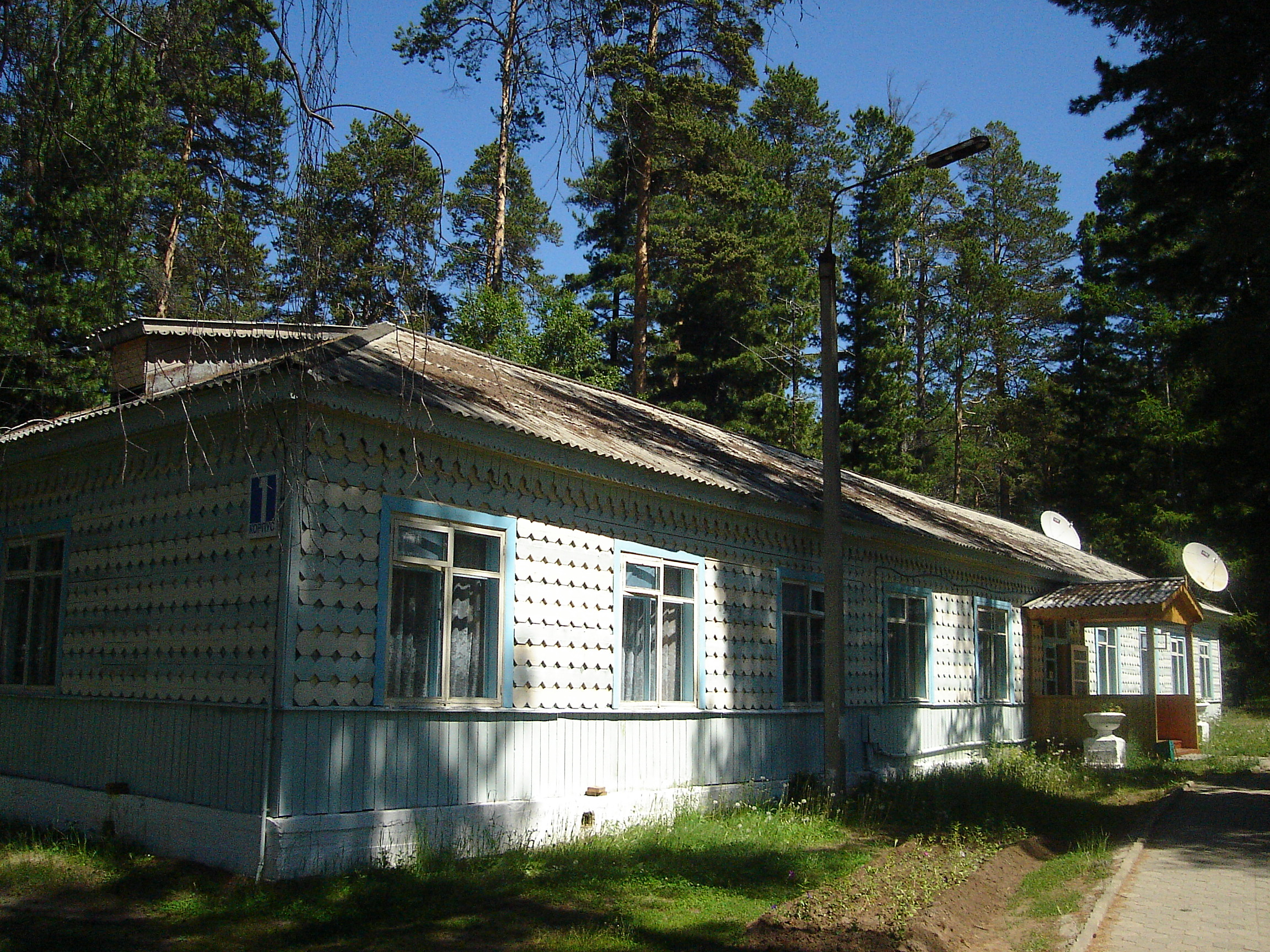
Sanatorium : bâtisse d’origine
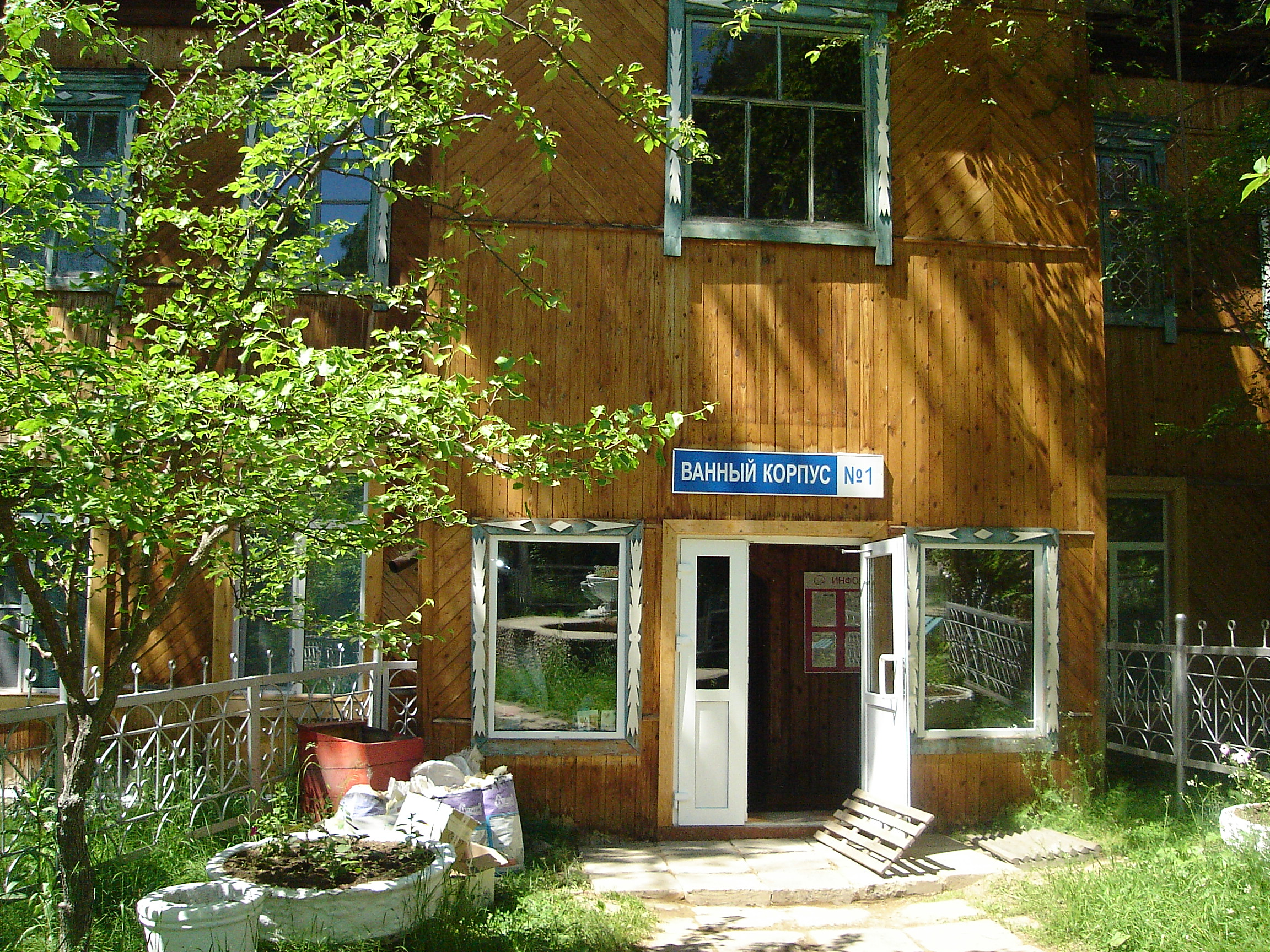
Édification d’origine du premier bâtiment thermal
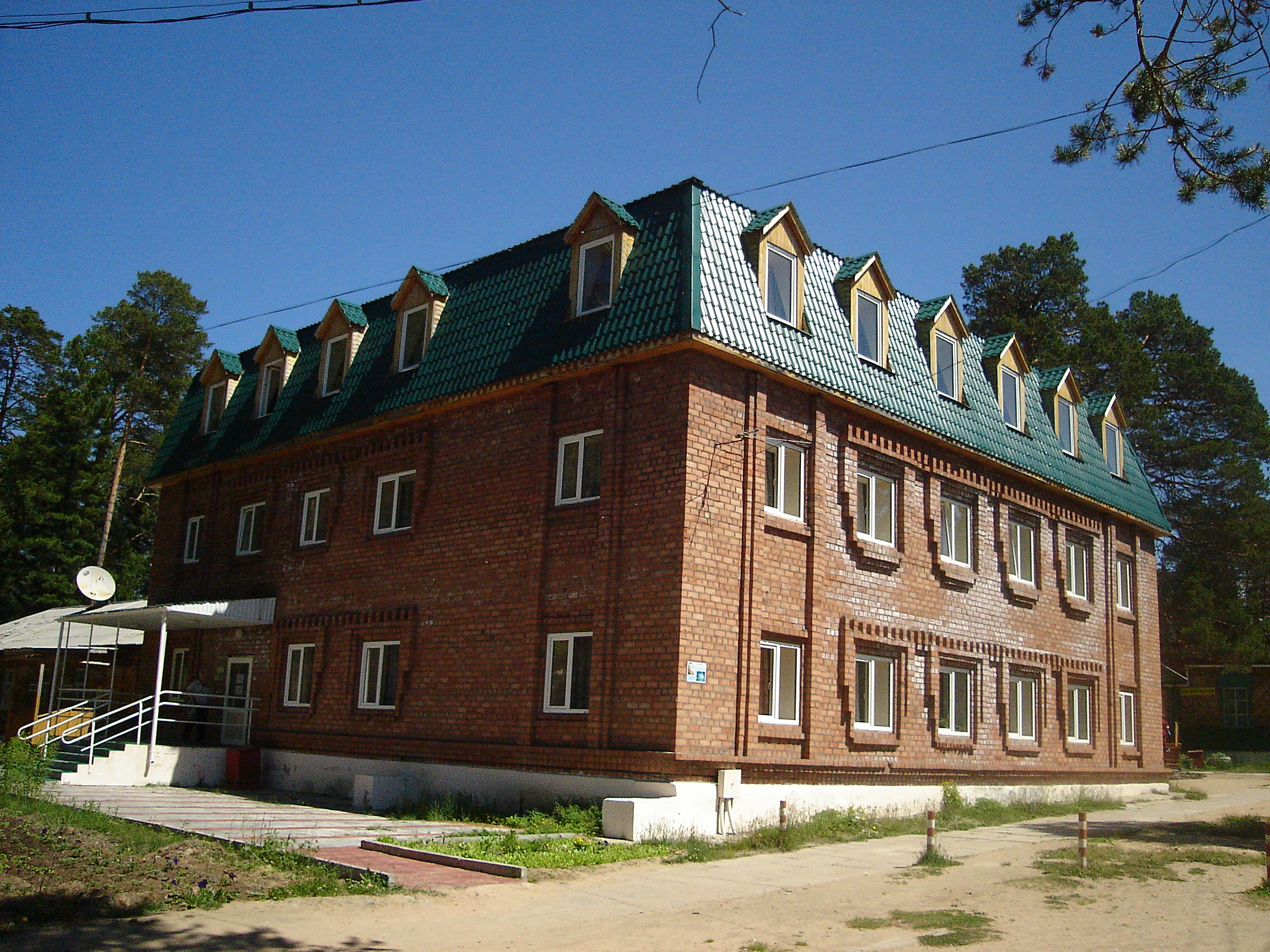
Sanatorium : bâtiment principal actuel
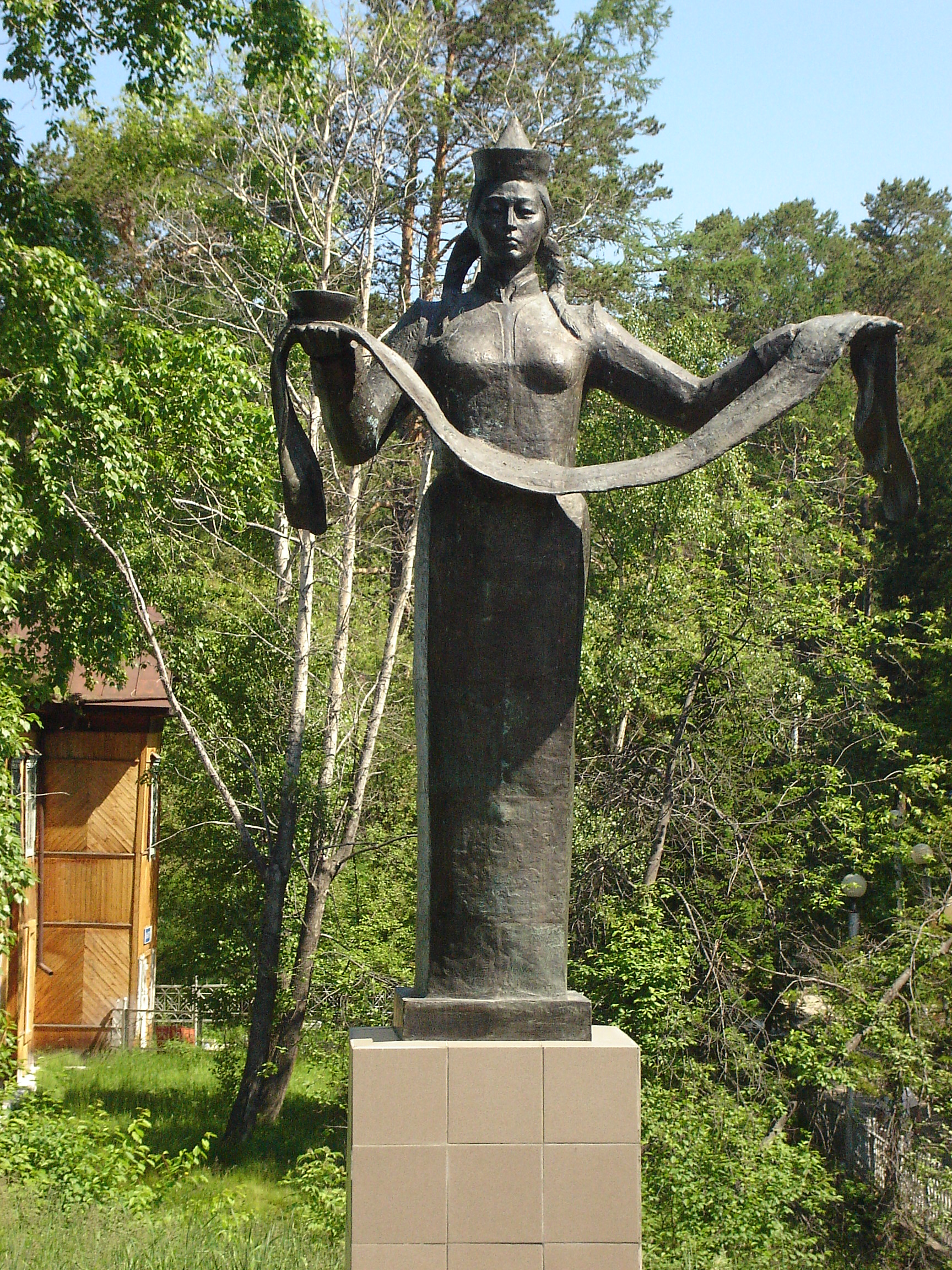
Sculpture représentative de Mère Bouriatie
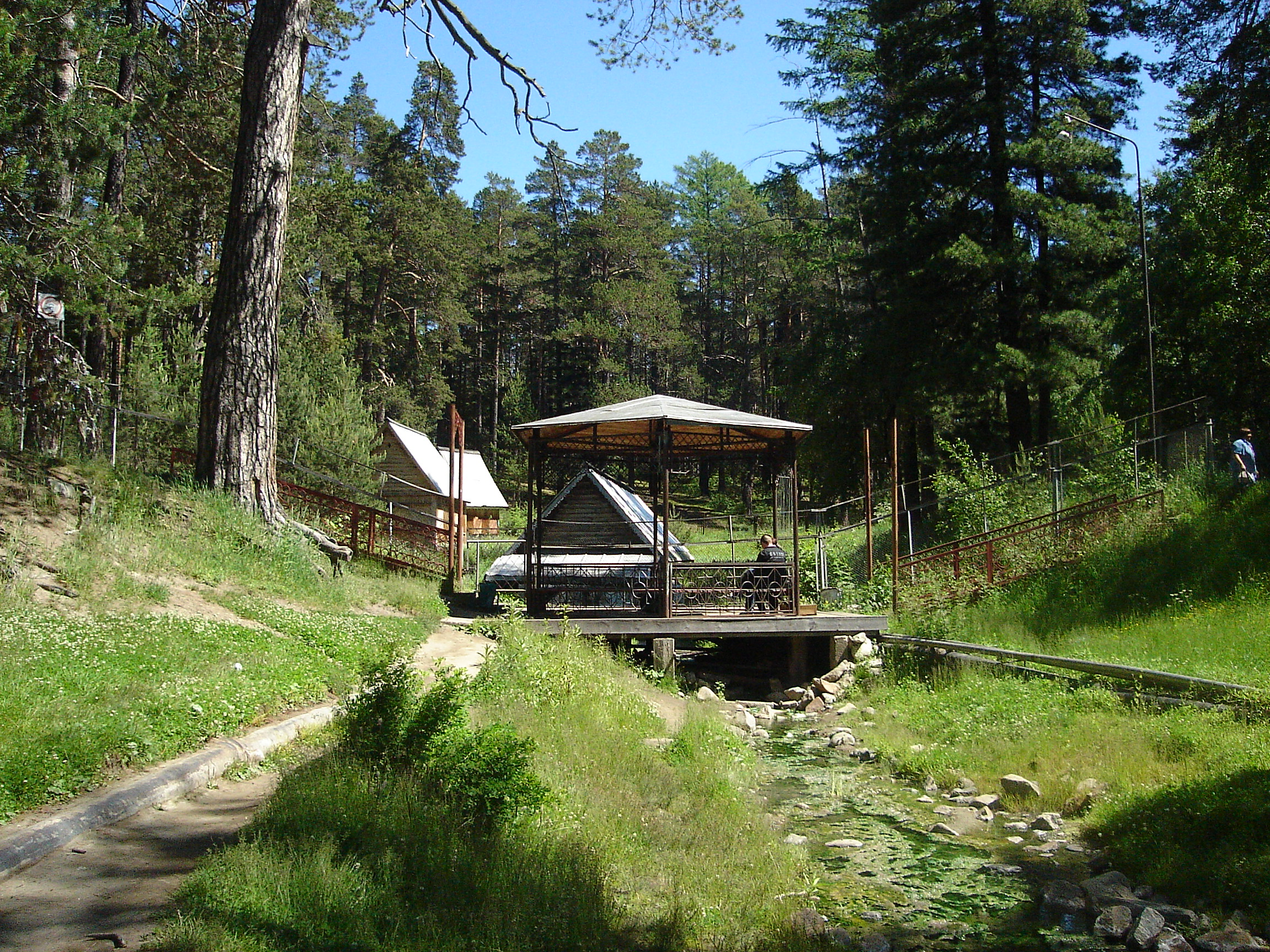
Goriatchinsk : source thermale d’eau chaude

## Source
- (ru)/(ce) Cet article est partiellement ou en totalité issu des articles intitulés en russe « Горячинск » (voir la liste des auteurs) et en tchétchène « Горячинск » (voir la liste des auteurs).